# Apaseo el Grande
Apaseo el Grande là một đô thị thuộc bang Guanajuato, México. Năm 2005, dân số của đô thị này là 73863 người.